# Das satanische Dickicht – EINS
Das satanische Dickicht – EINS ist ein deutscher Kurzfilm von Willy Hans aus dem Jahr 2014. Weltpremiere war am 4. Mai 2014 bei den Internationalen Kurzfilmtagen in Oberhausen.

## Handlung
Andere zu verstehen ist nicht einfach: Ein Huhn wird getötet, ein Lied gesungen, ein See durchschwommen und eine Anhalterin weiß nicht, wohin sie will.

## Auszeichnungen
- Internationale Kurzfilmtage Oberhausen 2014: Lobende Erwähnung der Jury des deutschen Wettbewerbs
- 2ANNAS Filmfestival Riga: Best International Short
- Filmfest Dresden: Lobende Erwähnung der Jugendjury
- Film Festival Poitiers: Best Direction Film Festival Poitiers